# Bogdan Stancu
Pour les articles homonymes, voir Stancu.
Bogdan Sorin Stancu, né le 28 juin 1987 à Pitești, est un footballeur international roumain, qui évolue au poste d'attaquant.

## Biographie

### Les débuts
Il est découvert par l'entraîneur Mihai Ianovischi qui l'emmène jouer pour le FC Argeș Pitești.
En 2005, il est sélectionné avec les pros par Sorin Cârțu. Après une courte période, il est envoyé en prêt au Club Sportiv Mioveni, en Liga II. Son équipe gagne peu de matchs avec Stancu comme seul attaquant. Après une saison où il marque trois buts en douze matchs, il retourne au FC Arges et fait ses débuts dans le championnat de Roumanie à l'âge de 19 ans contre les champions en titre, le Steaua Bucarest, match qui se termine par un score nul.
Il joue sept matchs de plus cette saison pour le FC Arges.
Au cours de l'été 2006, Sorin Cârțu, remercié par le club, se voit remplacé par une ex-star italienne, Giuseppe Giannini qui devient le nouveau manager du FC Arges. Après seulement deux semaines d'entraînements, il décide que Bogdan Stancu et un autre joueur, Robert Neagoe, doivent être libérés. Il est alors envoyé de nouveau chez le club de Dacia Mioveni, où il joue un match amical et marque un but.
Après avoir remarqué quelques failles dans le contrat de Stancu, Gigi Netoiu réussit à le recruter de Mioveni et le fait jouer pour le FC Unirea.

### Steaua Bucarest (2008-2011)
Il signe avec le Steaua Bucarest le 10 mai 2008, avec un transfert évalué à 2 M€. 
Le 30 juin 2008, Stancu joue son premier match sous le maillot du Steaua, lors d'un match amical contre Maribor, marquant le premier but.
Il marqua un second but le 26 juillet 2008 contre l'AS Roma durant un autre match amical, et le Steaua remporte le match 3-1.
Le 23 août 2008, Stancu marque son premier doublé pour le Steaua contre le CF Gloria Bistrița en Liga I. Lors de ses cinq premiers matchs en championnat pour le Steaua, il marque quatre buts. Il réussit à marquer quatre nouveaux buts durant plusieurs matchs amicaux en hiver. Après la pause hivernale, il marque de nouveau lors du premier match contre le FC Vaslui.
Le 14 mars 2009, il marque à la 6e minute lors d'un match contre le Poli Iasi, conduisant le Steaua à sa première victoire depuis décembre 2008.
Il commence la nouvelle saison en marquant le deuxième but de son équipe contre Újpest lors du second tour qualificatif de la Ligue Europa, le 16 juillet 2009, pour un score final de 2-0 en faveur du Steaua. Il marque le troisième et dernier but contre Motherwell après avoir parfaitement été servi par Rafał Grzelak. Le 6 août 2009, il marque deux buts supplémentaires à nouveau contre Motherwell et aide son équipe à se qualifier pour les phases finales de la Ligue Europa. Il devient alors le meilleur buteur du Steaua en compétitions européennes, ayant marqué quatre buts en quatre matchs de Ligue Europa. Après cette grande performance dans la Ligue Europa, il est récompensé par Răzvan Lucescu avec une convocation dans l'équipe de Roumanie contre la Hongrie, pour un match amical le 12 août 2009. Mais lors d'un match de championnat contre le CFR Cluj, il se blesse et Lucescu le retire de l'équipe.
Le 20 août 2009, il inscrit un doublé lors des barrages de qualification de la Ligue Europa face à St. Patrick's Athletic, pour un score final de 3-0. Ce qui porte son total à six buts en cinq matchs européens.

### Galatasaray (2011-2012)
Le 20 janvier 2011, Stancu signe un contrat de quatre ans et demi en faveur de Galatasaray, pour un transfert évalué à cinq millions d'euros. Pas convaincant lors de ses six premiers mois (avec seulement 3 buts marqués en 16 matchs), il se voit prêté au club promu d'Orduspor le 25 août 2011.

### Orduspor (2012-2013)
Il est transféré au Orduspor pour un montant de 2,5 millions d'euros.

### Gençlerbirliği (2013-2017)
Le 25 juillet 2013, il est transféré au Gençlerbirliği SK pour un montant non-déterminé. Il s'impose très vite dans ce nouveau club, en marquant sept buts en championnat lors de la première moitié de saison. 

### Bursaspor (2017-2018)
Le 18 janvier 2017, il s'engage pour deux saisons et demie avec l'équipe de Bursaspor, contre 750 000 euros.
Le 6 décembre 2018, il résilie son contrat avec le club.

### Carrière internationale
Il fait ses débuts avec l'équipe de Roumanie le 11 août 2010, lors d'un match amical contre l'équipe de Turquie (défaite 2-0 à Istanbul). Il inscrit son premier but le 3 septembre 2010, contre l'Albanie. Ce match nul 1-1 à Piatra Neamț entre dans le cadre des éliminatoires de l'Euro 2012.
Le 14 octobre 2014, il inscrit son premier doublé en sélection, lors d'un match contre la Finlande entrant dans le cadre des éliminatoires de l'Euro 2016 (victoire 0-2 à Helsinki). Il fait ensuite partie des joueurs sélectionnés pour la phase finale de l'Euro 2016, où il marque les deux seuls buts de son équipe contre la France et la Suisse, tous deux étant marqués sur pénaltys. 
Le 21 février 2018, après 9 ans, 52 matchs et 14 buts marqués pour la sélection roumaine, Stancu décide de prendre sa retraite internationale.